# Kurt Rossacher
Kurt Rossacher (* 31. Juli 1918 in Graz; † 10. Oktober 1988 in Salzburg) war ein österreichischer Kunsthistoriker und Kunstsammler.

## Leben
Kurt Rossacher wurde als Sohn einer traditionsreichen Kunsthändlerfamilie geboren. Er begann in Prag ein Studium der Germanistik und Kunstgeschichte, welches er mit Beginn des Zweiten Weltkrieges in Frankfurt fortsetzte. In Frankfurt entwickelte sich seine Vorliebe für den künstlerischen Entwurf.
Kurt Rossacher war Mitgründer der Salzburger- und Wiener Antiquitätenmesse. Er war Herausgeber der Zeitschrift Alte und moderne Kunst. Er erkannte als Kunsthistoriker das goldene Tafelgeschirr vom Salzburger Fürsterzbischof Wolf Dietrich von Raitenau im Palazzo Pitti in Florenz.
Die Sammlung Rossacher, die private Kunstsammlung mit seiner Frau Else Rossacher, mit 139 Ölbildern, 42 Holz- oder Tonmodellen und Graphik mit ca. 150 Blättern wurde zum Grundbestand des Salzburger Barockmuseums und wurde bei dessen Schließung 2012 im Salzburg Museum magaziniert. Nur gelegentlich werden (seit 2014) Teile der Sammlung in Sonderausstellungen im Nordoratorium des Salzburger Doms gezeigt.

## Publikationen
- Visionen des Barock. Entwürfe aus der Sammlung Kurt Rossacher. Ausstellung unter der Schirmherrschaft des Hessischen Ministerpräsidenten Dr. Georg August Zinn, Ausstellungskatalog, Hessisches Landesmuseum Darmstadt, Darmstadt 1965.
- Visionen des Barock. Entwürfe aus der Sammlung Kurt Rossacher. Ausstellung in der Residenzgalerie in Salzburg, Ausstellungskatalog, Salzburg 1966.
- Der Schatz des Erzstiftes Salzburg. Ein Jahrtausend deutscher Goldschmiedekunst. Residenz Verlag, Salzburg 1966.
- (Hrsg.): Alfred Stange: Rueland Frueauf der Jüngere. Residenz Verlag, Salzburg 1971.
- Salzburger Barockmuseum. Europäische Kunst des 17. und 18. Jahrhunderts in den Entwürfen der Künstler. Sammlung Rossacher. Orangerie im Schloss Mirabell, Ausstellungskatalog, Schriften des Salzburger Barockmuseums Nr. 1, Salzburg 1973.
- Gesamtkatalog. Salzburger Barockmuseum. Sammlung Rossacher. Schriften des Salzburger Barockmuseums Nr. 8, Salzburg 1983.
- (Hrsg.): Klara Garas und Wilfried Hansmann: Carlo Innocenzo Carlone (1686 - 1775). Ölskizzen. Katalog der Ausstellung vom 25. Juni bis zum 7. September 1986, Salzburger Barockmuseum, Schriften des Salzburger Barockmuseums Nr. 13, Salzburg 1986.